# Ellipteroides (Progonomyia) maestus
Ellipteroides (Progonomyia) maestus is een tweevleugelige uit de familie steltmuggen (Limoniidae). De soort komt voor in het Neotropisch gebied.